# Pierre-Hugues Herbert
Pierre-Hugues Herbert (Schiltigheim; 18 de marzo de 1991) es un tenista profesional francés.

## Carrera
Entrenado por su padre, Jean Roch, comenzó a jugar a tenis a los 6 años. Su madre, Marie Laure, es una instructor de tenis. Toda la familia juega al tenis.

### Juniors
Herbert ganó el Campeonato de Wimbledon 2009 (dobles júnior masculino) junto a Kevin Krawietz como pareja. Derrotaron a la pareja francesa constituida por Julien Obry y Adrien Puget por 6-7(3), 6-2, 12-10.
Más tarde llegó hasta las semifinales del Abierto de Estados Unidos categoría júnior individuales, donde perdió ante el australiano Bernard Tomic que a la postre fue el campeón del torneo.
El 26 de octubre de 2009 escaló hasta la posición n.º 9 del ranking combinado júnior ITF.

### Circuito Pro
Su ranking más alto a nivel individual fue el puesto n.º 36, alcanzado el 11 de febrero del 2019. A nivel de dobles alcanzó el puesto n.º 2 el 11 de julio de 2016.
Hasta el momento ha obtenido 13 títulos de la categoría ATP Challenger Series, uno de ellos en la modalidad de individuales y los restantes doce en dobles.

### 2013
Herbert clasificó para el Masters de París 2013, venciendo a su compatriota Benoît Paire en la primera ronda. En la segunda ronda, tuvo dos set points a favor antes de perder ante el eventual campeón del torneo Novak Djokovic.

### 2014
Participó en el Torneo de Brisbane como perdedor afortunado, tras el retiro del sudafricano Kevin Anderson.
En el mes de febrero participó con gran suceso en el Challenger de Quimper 2014 ganando el título en individuales y en dobles. En la final de individuales derrotó a su compatriota Vincent Millot, y en la de dobles junto a Albano Olivetti derrotaron a los croatas Toni Androić y Nikola Mektić.

## Torneos de Grand Slam

### Dobles

#### Campeón (5)
| Año  | Torneo               | Pareja        | Oponentes en la final                   | Resultado        |
| 2015 | Abierto de EE. UU.   | Nicolas Mahut | Jamie Murray John Peers                 | 6-4, 6-4         |
| 2016 | Wimbledon            | Nicolas Mahut | Julien Benneteau Édouard Roger-Vasselin | 6-4, 7-6(1), 6-3 |
| 2018 | Roland Garros        | Nicolas Mahut | Oliver Marach Mate Pavić                | 6-2, 7-6(4)      |
| 2019 | Abierto de Australia | Nicolas Mahut | Henri Kontinen John Peers               | 6-4, 7-6(1)      |
| 2021 | Roland Garros        | Nicolas Mahut | Aleksandr Búblik Andrey Golubev         | 4-6, 7-6(1), 6-4 |

#### Finalista (1)
| Año  | Torneo               | Pareja        | Oponentes en la final        | Resultado |
| 2015 | Abierto de Australia | Nicolas Mahut | Simone Bolelli Fabio Fognini | 4-6, 4-6  |

## Títulos ATP (24; 0+24)

### Individual (0)
| Leyenda                   |
| Grand Slam (0)            |
| ATP World Tour Finals (0) |
| Juegos Olímpicos (0)      |
| ATP Masters 1000 (0)      |
| ATP World Tour 500 (0)    |
| ATP World Tour 250 (0)    |

#### Finalista (4)
| N.º | Fecha                    | Torneo        | Superficie | Oponente en la final | Resultado        |
| --- | ------------------------ | ------------- | ---------- | -------------------- | ---------------- |
| 1.  | 29 de agosto de 2015     | Winston-Salem | Dura       | Kevin Anderson       | 4-6, 5-7         |
| 2.  | 30 de septiembre de 2018 | Shenzhen      | Dura       | Yoshihito Nishioka   | 5-7, 6-2, 4-6    |
| 3.  | 10 de febrero de 2019    | Montpellier   | Dura (i)   | Jo-Wilfried Tsonga   | 4-6, 2-6         |
| 4.  | 14 de marzo de 2021      | Marsella      | Dura (i)   | Daniil Medvédev      | 4-6, 7-6(4), 4-6 |

### Dobles (24)
| Leyenda                   |
| Grand Slam (5)            |
| ATP World Tour Finals (2) |
| Juegos Olímpicos (0)      |
| ATP Masters 1000 (7)      |
| ATP World Tour 500 (6)    |
| ATP World Tour 250 (4)    |

| N.º | Fecha                    | Torneo                | Superficie    | Pareja            | Oponentes en la final                   | Resultado            |
| --- | ------------------------ | --------------------- | ------------- | ----------------- | --------------------------------------- | -------------------- |
| 1.  | 5 de octubre de 2014     | Tokio                 | Dura          | Michał Przysiężny | Ivan Dodig Marcelo Melo                 | 6-3, 6-7(3), [10-5]  |
| 2.  | 21 de junio de 2015      | Queen's Club          | Hierba        | Nicolas Mahut     | Marcin Matkowski Nenad Zimonjić         | 6-2, 6-2             |
| 3.  | 12 de septiembre de 2015 | Abierto de EE. UU.    | Dura          | Nicolas Mahut     | Jamie Murray John Peers                 | 6-4, 6-4             |
| 4.  | 19 de marzo de 2016      | Indian Wells          | Dura          | Nicolas Mahut     | Vasek Pospisil Jack Sock                | 6-3, 7-6(5)          |
| 5.  | 2 de abril de 2016       | Miami                 | Dura          | Nicolas Mahut     | Raven Klaasen Rajeev Ram                | 5-7, 6-1, [10-7]     |
| 6.  | 17 de abril de 2016      | Montecarlo            | Tierra batida | Nicolas Mahut     | Jamie Murray Bruno Soares               | 4-6, 6-0, [10-6]     |
| 7.  | 19 de junio de 2016      | Queen's Club          | Hierba        | Nicolas Mahut     | Chris Guccione André Sá                 | 6-3, 7-6(5)          |
| 8.  | 9 de julio de 2016       | Wimbledon             | Hierba        | Nicolas Mahut     | Julien Benneteau Édouard Roger-Vasselin | 6-4, 7-6(1), 6-3     |
| 9.  | 21 de mayo de 2017       | Roma                  | Tierra batida | Nicolas Mahut     | Ivan Dodig Marcel Granollers            | 4-6, 6-4, [10-3]     |
| 10. | 13 de agosto de 2017     | Montreal              | Dura          | Nicolas Mahut     | Rohan Bopanna Ivan Dodig                | 6-4, 3-6, [10-6]     |
| 11. | 20 de agosto de 2017     | Cincinnati            | Dura          | Nicolas Mahut     | Jamie Murray Bruno Soares               | 7-6(6), 6-4          |
| 12. | 18 de febrero de 2018    | Róterdam              | Dura (i)      | Nicolas Mahut     | Oliver Marach Mate Pavić                | 2-6, 6-2, [10-7]     |
| 13. | 9 de junio de 2018       | Roland Garros         | Tierra batida | Nicolas Mahut     | Oliver Marach Mate Pavić                | 6-2, 7-6(4)          |
| 14. | 4 de enero de 2019       | Doha                  | Dura          | David Goffin      | Robin Haase Matwé Middelkoop            | 5-7, 6-4, [10-4]     |
| 15. | 27 de enero de 2019      | Abierto de Australia  | Dura          | Nicolas Mahut     | Henri Kontinen John Peers               | 6-4, 7-6(1)          |
| 16. | 3 de noviembre de 2019   | París                 | Dura (i)      | Nicolas Mahut     | Karen Jachanov Andréi Rubliov           | 6-4, 6-1             |
| 17. | 17 de noviembre de 2019  | ATP World Tour Finals | Dura (i)      | Nicolas Mahut     | Raven Klaasen Michael Venus             | 6-3, 6-4             |
| 18. | 16 de febrero de 2020    | Róterdam              | Dura (i)      | Nicolas Mahut     | Henri Kontinen Jan-Lennard Struff       | 7-6(5), 4-6, [10-7]  |
| 19. | 18 de octubre de 2020    | Colonia I             | Dura (i)      | Nicolas Mahut     | Łukasz Kubot Marcelo Melo               | 6-4, 6-4             |
| 20. | 12 de junio de 2021      | Roland Garros         | Tierra batida | Nicolas Mahut     | Aleksandr Búblik Andrey Golubev         | 4-6, 7-6(1), 6-4     |
| 21. | 20 de junio de 2021      | Queen's Club          | Hierba        | Nicolas Mahut     | Reilly Opelka John Peers                | 6-4, 7-5             |
| 22. | 21 de noviembre de 2021  | ATP World Tour Finals | Dura (i)      | Nicolas Mahut     | Rajeev Ram Joe Salisbury                | 6-4, 7-6(0)          |
| 23. | 6 de febrero de 2022     | Montpellier           | Dura (i)      | Nicolas Mahut     | Lloyd Glasspool Harri Heliövaara        | 4-6, 7-6(3), [12-10] |
| 24. | 16 de febrero de 2025    | Marsella              | Dura (i)      | Benjamin Bonzi    | Sander Gillé Jan Zieliński              | 6-3, 6-4             |

#### Finalista (10)
| N.º | Fecha                    | Torneo                | Superficie    | Pareja          | Oponentes en la final                | Resultado           |
| --- | ------------------------ | --------------------- | ------------- | --------------- | ------------------------------------ | ------------------- |
| 1.  | 31 de enero de 2015      | Abierto de Australia  | Dura          | Nicolas Mahut   | Simone Bolelli Fabio Fognini         | 4-6, 4-6            |
| 2.  | 13 de junio de 2015      | 's-Hertogenbosch      | Hierba        | Nicolas Mahut   | Ivo Karlović Łukasz Kubot            | 2-6, 6-7(9)         |
| 3.  | 27 de septiembre de 2015 | Metz                  | Dura (i)      | Nicolas Mahut   | Łukasz Kubot Édouard Roger-Vasselin  | 6-2, 3-6, [7-10]    |
| 4.  | 23 de octubre de 2016    | Amberes               | Dura (i)      | Nicolas Mahut   | Daniel Nestor Édouard Roger-Vasselin | 4-6, 4-6            |
| 5.  | 6 de noviembre de 2016   | París                 | Dura (i)      | Nicolas Mahut   | Henri Kontinen John Peers            | 4-6, 6-3, [6-10]    |
| 6.  | 6 de enero de 2018       | Pune                  | Dura          | Gilles Simon    | Robin Haase Matwé Middelkoop         | 6-7(5), 6-7(5)      |
| 7.  | 18 de noviembre de 2018  | ATP World Tour Finals | Dura (i)      | Nicolas Mahut   | Mike Bryan Jack Sock                 | 7-5, 1-6, [11-13]   |
| 8.  | 23 de mayo de 2021       | Lyon                  | Tierra batida | Nicolas Mahut   | Hugo Nys Tim Puetz                   | 4-6, 7-5, [8-10]    |
| 9.  | 7 de noviembre de 2021   | París                 | Dura (i)      | Nicolas Mahut   | Tim Puetz Michael Venus              | 3-6, 7-6(4), [9-11] |
| 10. | 9 de noviembre de 2024   | Metz                  | Dura (i)      | Albano Olivetti | Sander Arends Luke Johnson           | 4-6, 6-3, [3-10]    |

## ATP Challenger Tour

### Individuales
| N.º | Fecha      | Torneo                             | Superficie | Oponentes en la final | Resultado     |
| --- | ---------- | ---------------------------------- | ---------- | --------------------- | ------------- |
| 1.  | 16.02.2014 | Challenger de Quimper              | Dura (i)   | Vincent Millot        | 7-65, 6-3     |
| 2.  | 09.11.2014 | Challenger de Mouilleron-le-Captif | Dura (i)   | Marsel Ilhan          | 6-2, 6-3      |
| 3.  | 14.02.2016 | Challenger de Bérgamo              | Dura (i)   | Egor Gerasimov        | 6-3, 7-65     |
| 4.  | 02.10.2016 | Challenger de Orléans              | Dura (i)   | Norbert Gombos        | 7-5, 4-6, 6-3 |
| 5.  | 28.01.2024 | Challenger de Quimper              | Dura (i)   | Duje Ajduković        | 6-3, 6-2      |

### Dobles
| N.º | Fecha      | Torneo                             | Superficie    | Compañero              | Oponentes en la final                | Resultado           |
| --- | ---------- | ---------------------------------- | ------------- | ---------------------- | ------------------------------------ | ------------------- |
| 1.  | 24.10.2010 | Challenger de Orléans (1)          | Dura (i)      | Nicolas Renavand       | Sébastien Grosjean Nicolas Mahut     | 7-6(3), 1-6, [10-6] |
| 2.  | 06.03.2011 | Challenger de Cherburgo            | Dura (i)      | Nicolas Renavand       | Nicolas Mahut Édouard Roger-Vasselin | 3-6, 6-4, [10-5]    |
| 3.  | 11.09.2011 | Challenger de Saint-Rémy (1)       | Dura          | Édouard Roger-Vasselin | Arnaud Clément Nicolas Renavand      | 6-0, 4-6, [10-7]    |
| 4.  | 23.10.2011 | Challenger de Orléans (2)          | Dura (i)      | Nicolas Renavand       | David Škoch Simone Vagnozzi          | 7-5, 6-3            |
| 5.  | 12.02.2012 | Challenger de Quimper              | Dura (i)      | Maxime Teixeira        | Dustin Brown Jonathan Marray         | 7-6(5), 6-4         |
| 6.  | 01.04.2012 | Challenger de Le Gosier            | Dura (i)      | Albano Olivetti        | Paul Hanley Jordan Kerr              | 7-5, 1-6, [10-7]    |
| 7.  | 13.04.2013 | Challenger de Itajaí               | Tierra batida | James Duckworth        | Guilherme Clézar Fabricio Neis       | 7-5, 6-2            |
| 8.  | 14.07.2013 | Challenger de San Benedetto        | Tierra batida | Maxime Teixeira        | Alessandro Giannessi João Sousa      | 6-4, 6-3            |
| 9.  | 07.09.2013 | Challenger de Saint-Rémy (2)       | Dura          | Albano Olivetti        | Marc Gicquel Josselin Ouanna         | 6-3, 6-75, [15-13]  |
| 10. | 16.02.2014 | Challenger de Quimper (2)          | Dura (i)      | Albano Olivetti        | Toni Androić Nikola Mektić           | 6-4, 6-3            |
| 11. | 03.05.2014 | Challenger de Túnez                | Dura (i)      | Adil Shamasdin         | Stephan Fransen Jesse Huta Galung    | 6-3, 7-65           |
| 12. | 06.09.2014 | Challenger de Saint-Rémy (3)       | Dura          | Konstantín Kravchuk    | David Guez Martin Vaisse             | 6-1, 7-63           |
| 13. | 09.11.2014 | Challenger de Mouilleron-le-Captif | Dura          | Nicolas Mahut          | Tobias Kamke Philipp Marx            | 6-3, 6-4            |
| 14. | 22.02.2015 | Challenger de Wrocław              | Dura          | Albano Olivetti        | Nikola Mektić Antonio Šančić         | 6-3, 7-64           |
| 15. | 23.08.2020 | Challenger de Praga-2              | Tierra batida | Arthur Rinderknech     | Zdeněk Kolář Lukáš Rosol             | 6-3, 6-4            |
| 16. | 03.10.2021 | Challenger de Orléans              | Dura          | Albano Olivetti        | Antoine Hoang Kyrian Jacquet         | 6-2, 2-6, [11-9]    |
| 17. | 26.03.2022 | Challenger de Biena                | Dura (i)      | Albano Olivetti        | Purav Raja Ramkumar Ramanathan       | 6-3, 6-4            |